# Aspen
«Aspen» — нерегулярный мультимедийный журнал, издававшийся Филлис Джонсон с 1965 по 1971 год. Джонсон описывала «Aspen» как первый в мире трёхмерный журнал. Каждый выпуск был упакован в особую коробку или папку, наполненную материалами различных форматов, в том числе буклетами, гибкими грампластинками, постерами, открытками и бобинами с 8-мм плёнкой. Многие критики и лидирующие художники североамериканского и английского современного искусства были редакторами, оформителями или соавторами «Aspen».

## История
Концепцию «Aspen» придумала бывший редактор Women’s Wear Daily и Advertising Age Филлис Джонсон. Во время зимней поездки в Аспен (горнолыжный курорт в штате Колорадо), у неё появилась идея сделать мультимедийный журнал, совмещающий в себе культуру и развлечения, в то время как в его оформлении принимали бы участие художники. Так, зимой 1965, был опубликован первый выпуск.
У каждого номера был свой редактор и дизайнер. Содержание первого и второго выпусков было тесно связано с давшему журналу название горнолыжным курортом: много материалов было посвящено дикой природе гор, катанию на лыжах, местной архитектуре, зимним музыкальным фестивалям.
Энди Уорхол и Дэвид Дэлтон посвятили третий выпуск «Aspen», поп-арту, сфокусировавшись на искусстве художников Нью-Йорка и его контркультурной среде. Выпуск был опубликован в декабре 1966 и упакован в коробку, оформленную в стиле стирального порошка «Fab».
В четвёртом номере, оформленном Квентином Фиоре, публиковались идеи канадского культуролога Мак Лахана о нынешнем обществе, зависящем в большой степени от медиа.
Пятый и шестой выпуск были совмещены в один. Они охватывали концептуальное искусство, минимализм, и теоретическую критику постмодернизма.
Промежуточный выпуск 6А концентрировался на перформативной сцене Нью-Йорка, в частности, на Judson Gallery.
Седьмой выпуск исследовал молодых деятелей культуры и искусства Англии.
Восьмой номер, оформленный Джорджем Мачюнасом и отредактированный Дэном Грэмом, был полностью посвящён художникам движения «Флуксус».
Девятый выпуск рассказывал о психоделической литературе и искусстве.
Последний выпуск был опубликован в 1971 году и посвящён восточной философии и искусству.

### Музыка в «Aspen»
Практически в каждом выпуске «Aspen» была минимум одна звукозапись. В целом было сделано 13 гибких грампластинок, на которых было записано 24 исполнителя разных жанров: от авангардной литературы и поэзии до экспериментальной музыки. Все записи были сделаны эксклюзивно для «Aspen» за исключением двух — импровизация трио Билла Эванса и запись читающего Уильяма Берроуза.
Записи можно разделить на 6 категорий: записи речи, электронная музыка, классическая музыка, психоделическая музыка, джаз и авангардный поп.
Речь: 9 исполнителей, 14 записей. В 11 из них автор читает свои ранее опубликованные работы. Среди чтецов можно услышать Марселя Дюшана, Наума Габо, «барабанщика дада» Рихарда Хюльзенбека, Мерса Каннингема, Уильяма Берроуза, Кристофера Лога и Алена Роб-Грийе. На остальных пластинках записаны The Young Turtle Asymmetries— уникальный перфоманс для пяти голосов, созданный Джексоном МакЛоу; текст Сэмюэля Бэккета, а также «Further Thoughts» Мерса Каннингема — импровизированные ответы на вопросы интервьюера.
Электронная: 6 исполнителей, 6 записей. «In Memoriam Edgar Varèse» Марио Давидовски, «Horn» Гордона Мамма, «FontanaMix» и «Drift Study» Джона Кейджа и Ла Монте Янга. На записях звучит также интересное произведение Джона Кейла для гитары, в котором автор экспериментирует с различными способами реверберации, а также «Radio Play», в которой Джон Леннон пытается извлечь музыкальные звуки из радиоприемника с помощью лишь колеса громкости.
Классическая: 3 исполнителя, 11 записей, включая 3 комментария. Русский композитор конца 19 века Александр Скрябин представлен четырьмя композициями и тремя, посвящёнными им, комментариями. Два других композитора были современниками. В «Aspen» звучали «The King of Denmark» Мортона Фельдмана — произведение, состоящее из тишины, прерываемой всплеском перкуссионных инструментов; и «Three Songs for Surrealists» Джона Тавенера — атмосферные произведения для голоса и ансамбля.
Психоделика: 3 исполнителя, 3 записи. Все три записи черпают вдохновение в психоделических наркотиках 60-х. В композиции «White Wind» Питер Уолкер играет на акустической гитаре, а ему аккомпанирует Тимоти Лири, рассказывая о расширенном сознании. В психоделическом девятом выпуске журнала звучит также «The Joyous Lake» — застольная песня, с восточным звучанием и «Spontaneous Sound» — запись, на которой различные народные инструменты последовательно играют произвольные звуки и мелодии.
Джаз: 2 ансамбля исполнителей, 2 записи. На пластинках произведения двух различных жанров: «Israel» — пример бибопа, в то время как «Saint James Infirmary Blues», где звучит кларнет Эндрю Хако, исполнен в более классическом стиле диксиленд.
Авангардный поп: 1 исполнитель, 4 записи. Термин авангардный поп использован, чтобы описать жанр, в котором исполняет музыку Йоко Оно. Кроме трёх песен, исполненных соло, звучит ещё совместная запись с Джоном Ленноном, в которой они напевают тексты газет о самих себе.

### Кино в «Aspen»
В сдвоенной выпуске 5+6 была катушка с 8-ми миллиметровой плёнкой. На ней было записано четыре короткометражных фильма, снятых известными художниками 20-го века, общей продолжительностью примерно 15 минут. Все фильмы были немыми.
«Rhythm 21» — эксперимент с геометрической композицией Ганса Рихтера, в котором прямоугольники различных цветов с течением времени изменяются в размере.
Ласло Мохой-Надь сделал для «Aspen» «Lightplay» — снятые сквозь гранёную линзу блестящие механические части. Металлическая конструкция в фильме — кинетическая скульптура, построенная Ласло в 1922—1930 гг.
В фильме «Site», снятый Робертом Моррисом и Стэном Ван дер Бик, перформер изображает Олимпию с картины Мане.
Проект «Linoleum» был создан Робертом Раушенбергом специально для журнала. В него входят экспериментальный танец, «движения пешеходов» и сценический дизайн.

## Критика
«Aspen» в одно и то же время был и мечтой любого редактора, и кошмаром для рекламных агентов. Рекламные объявления, печатались в нижней части страницы, и их можно было с лёгкостью не заметить. Кроме того, хотя «Aspen» должен был издаваться ежеквартально, в действительности, каждая дата публикации была сюрпризом, равно как и содержание выпуска. После совмещённого пятого и шестого выпусков рекламы в журнале не было.
«Aspen» по праву занимает важное место в истории культуры. Список авторов журнала включает в себя многих знаменитых художников, писателе, музыкантов и философов 20 века. На страницах журнала публиковались эссе Роланда Барта и Сюзан Зонтаг, отрывки из романа Дж. Г. Балларда, картонная скульптура Тони Смита, партитуры Джона Кейджа и Ла Монте Янга, короткометражные фильмы Роберта Раушенберга и Ганса Рихтера, аудиозаписи Джона Леннона и Йоко Оно. К сожалению, лишь единичные экземпляры журнала уцелели.

## Проявления в культуре
В 2014 году музей современного искусства Барселоны проводил выставку, посвящённую журналу. В том же году выставку со схожей концепцией провёл и музей современного искусства во Вроцлаве. В 2016 году лондонская Whitechapel Gallery устраивала ретроспективу журнала, осмысляя его культурное наследие.